# Navapalos
Navapalos es una localidad española del municipio de El Burgo de Osma, perteneciente a la provincia de Soria, en la comunidad autónoma de Castilla y León. 

## Geografía
Población perteneciente al municipio de Burgo de Osma, al suroeste de la provincia española de Soria, junto al río Duero. Pertenece al partido judicial de Burgo de Osma.

## Historia
La importancia histórica de este pueblo radica en el vado que permitía cruzar el río Duero y que se encontraba a unos trescientos metros del moderno puente, río arriba. Su nombre es citado en el Cantar de mio Cid, y por el vado cruzó El Cid Campeador y sus huestes, siendo así una etapa del Camino del Cid en su exilio, donde acamparon y durmieron, y donde se le apareció en sueños el arcángel San Gabriel. Guillermo García Pérez, basándose en el Catastro de la Ensenada, ubicó este paraje un poco más arriba del pueblo, junto a la dehesa y cerca de una fuente y de la serna. Menéndez Pidal situaba La Figueruela donde confluyen los ríos Caracena y Manzanares.
En el censo de 1779, ordenado por el conde de Floridablanca, figuraba como lugar del partido de Osma en la intendencia de Soria, con jurisdicción de señorío y bajo la autoridad del alcalde pedáneo, nombrado por el duque de Uceda. Contaba entonces con 37 habitantes.
Hacia mediados del siglo XIX, el lugar, por entonces con ayuntamiento propio, tenía contabilizada una población de 30 habitantes. Aparece descrito en el decimosegundo volumen del Diccionario geográfico-estadístico-histórico de España y sus posesiones de Ultramar de Pascual Madoz de la siguiente manera:

NAVAPALOS: l. con ayunt. en la prov. de Soria (10 leg.), part. jud. del Burgo (4), aud. terr. y c. g. de Burgos (22), dióc. de Osuna (4). sit. en alto con libre ventilacion y clima sano; las enfermedades mas comunes son tercianas y dolores de costado: tiene 12 casas, la consistorial, escuela de instruccion primaria á cargo de un maestro, sacristan y secretario de ayunt., que percibe una corta dotacion; una igl. parr. (San Pedro) aneja de la de Vilde, servida por un teniente cura: térm. confina con los de Vilde, Fresno é Inés; dentro de él se encuentran varios manantiales de buenas aguas, y algunos corrales de encerrar ganado: el terreno es todo de secano, sin embargo de atravesarlo el r. Duero: caminos: los que dirigen a los pueblos limítrofes. correo: se recibe y despacha en la cab. de part. prod.: cereales, patatas, cáñamo y hortalizas, verbas de pasto con las que se mantiene ganado lanar y las yuntas necesarias para la agricultura: abunda toda especie de caza, y en el Duero la pesca de barbos, truchas y anguilas. ind. la agrícola y algun telar de lienzo ordinario. comercio: esportacion del sobrante de frutos y algun ganado é importacion de los articulos que faltan. pobl.: 7 vec., 30 alm. cap. imp. 11,461 rs. 16 mrs.
(Madoz, 1849, p. 65)

En los años 1980 quedó deshabitado y desde el año 1985 al 2002 acogió a la asociación Inter Acción y a la fundación Navapalos, las que por medio de voluntarios, campos de trabajo, talleres de empleo y cursos subvencionados mantuvieron y restauraron algunas de las edificaciones de la localidad. Actualmente se mantiene en proceso de rehabilitación y repoblación.

## Demografía
Navapalos cuenta a 1 de enero de 2022 con una población de 6 habitantes.
Según el último censo de población del INE (2017) la población total es de 4 habitantes. En el verano de 2013 el lugar es nuevamente habitado y vuelve a tener población estable desde entonces.
| Gráfica de evolución demográfica de Navapalos entre 2012 y 2022                                  |
|                                                                                                  |
| Población de derecho (2000-2010) según los censos de población del INE a 1 de enero de cada año. |

### Municipio
A la caída del Antiguo Régimen la localidad se constituye en municipio constitucional, conocido entonces como Bocigas, en la región de Castilla la Vieja que en el censo de 1842 contaba con 7 hogares y 30 vecinos, para posteriormente integrarse en Vildé.

## Patrimonio

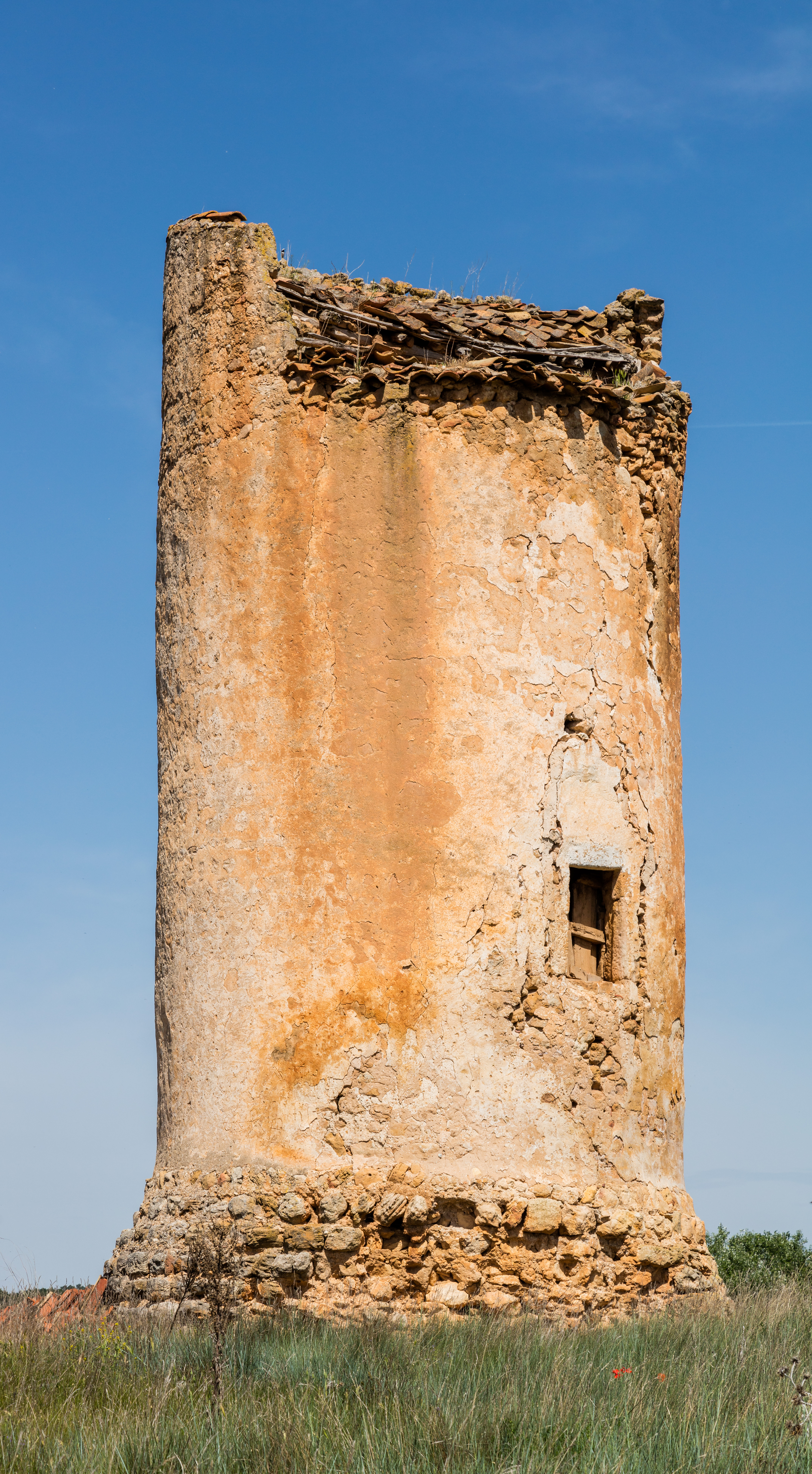
Atalaya de Navapalos

En Navalapalos se encuentra una atalaya musulmana construida en mampostería de planta circular con el típico acceso en alto y un peculiar rebotadero en la base. Comunica visualmente con las atalayas del entorno del Burgo. Actualmente se encuentra abandonada, como también lo está en gran parte la población. Tiene incoado expediente como bien de interés cultural desde el 23 de mayo de 1983.